# Trichaphodius kanemicus
Trichaphodius kanemicus är en skalbaggsart som beskrevs av S. Endrödi 1976. Trichaphodius kanemicus ingår i släktet Trichaphodius och familjen Aphodiidae. Inga underarter finns listade i Catalogue of Life.